# Jack Manders
John Albert „Jack“ Manders (* 13. Januar 1909 in Milbank, South Dakota; † 29. Januar 1977 in Chicago, Illinois), Spitzname: Automatic Jack, war ein US-amerikanischer American-Football-Spieler. Er spielte in der National Football League (NFL) für die Chicago Bears.

## Spielerlaufbahn

### Collegekarriere
Jack Manders wurde als älterer Bruder von Pug Manders in Milbank geboren, wo er auch die High School besuchte. Nach seinem Schulabschluss studierte er an der University of Minnesota. Für deren College-Football-Mannschaft spielte er als Runningback und Placekicker. Im Jahr 1930 und 1931 erzielte er als Runningback für seine Mannschaft jeweils den höchsten Raumgewinn, 1931 wurde er in die Ligaauswahl gewählt. Durch sein College wurde er aufgrund seiner sportlichen Leistungen dreimal ausgezeichnet.

### Profikarriere
Jack Manders schloss sich 1933 den von George Halas trainierten Chicago Bears an. Für das Team aus Chicago spielte er als Halfback/Fullback und als Placekicker. Nachdem die Bears in seiner Rookiesaison zehn von 13 Spielen gewinnen konnten, gelang ihnen der Einzug in das NFL Championship Game 1933, wo sie auf die von Steve Owen betreuten New York Giants trafen. Manders konnte mit drei Field Goals zum 23:21-Sieg seiner Mannschaft beitragen. In der folgenden Saison gelang es den Bears, in deren Reihen zahlreiche spätere Mitglieder in der Pro Football Hall of Fame wie Bronko Nagurski, Red Grange oder Bill Hewitt standen, alle 13 Spiele der Regular Season zu gewinnen, was ihnen den erneuten Einzug in das Meisterschaftsspiel (NFL Championship Game 1934) einbrachte. Obwohl Manders auch in diesem Spiel zwei Field Goals gelangen, mussten sich die Bears den New York Giants um Quarterback Ed Danowski mit 30:13 geschlagen geben.
Nach der Saison 1937, in der die Bears neun von elf Spielen gewannen, konnte Manders zum dritten Mal in ein Endspiel einziehen. Gegner waren diesmal die von Ray Flaherty trainierten Washington Redskins, die sich mit 28:21 durchsetzen konnten. Jack Manders war der bestimmende Spieler in diesem Endspiel. Seine beiden
Touchdowns sowie seine drei erzielten Point after Touchdown (PAT) konnten die Niederlage der Bears aber nicht verhindern. Im Jahr 1940 konnten sich die Bears für diese Niederlage dann revanchieren. Sie gewannen in der Hauptrunde acht von elf Spielen und trafen im Endspiel erneut auf die Redskins. Manders gelang bei dem 73:0-Sieg seines Teams ein PAT. Nach dem Spiel beendete er seine Laufbahn.

## Ehrungen
Jack Manders wurde dreimal zum All-Pro gewählt. Er ist Mitglied in der South Dakota Sports Hall of Fame.

## Familie
Manders ist der Onkel des späteren NFL-Profis Dave Manders.

## Quelle
- Jens Plassmann: NFL – American Football. Das Spiel, die Stars, die Stories (= Rororo 9445 rororo Sport). Rowohlt, Reinbek bei Hamburg 1995, ISBN 3-499-19445-7.